# Arnica Elsendoorn
Arnica Elsendoorn (* 22. Januar 1947 in Amsterdam; † 29. Januar 2015 ebendort) war eine niederländische Schauspielerin und Tänzerin.

## Leben und Wirken
Arnica Elsendoorn erhielt ihre Tanzausbildung an der Scapino Dance Academy in Rotterdam. Von der Saison 1965/66 an trat sie am Scapino Ballet auf und wechselte 1968 zum Niederländischen Nationalballett, wo sie bis 1973 tanzte. Ab den 1970er Jahren wandte sie sich der Schauspielkunst zu. Sie besuchte Kurse der Stanislawski-Methode am Actors Studio in Manhattan und am Experimental Theatre Wing der New York University.
In der Folge spielte sie in verschiedenen Theaterproduktionen, Filmen und Fernsehserien mit, führte Theaterregie und gab Schauspielunterricht. Sie wirkte unter anderen an der Amsterdamer Kunstakademie, dem Henny Jurriëns Studio, der Kunstfachhochschule Codarts in Rotterdam, der Neuen Bulgarischen Universität und der Universität Casablanca.
Neben ihrer Arbeit in den Niederlanden trat sie in mehreren deutschen Filmproduktionen auf, darunter in den Serien MS Franziska und Achtung Zoll!.

## Filmografie (Auswahl)
- 1975: Cyrano de Bergerac (Fernsehfilm)
- 1978: MS Franziska (Fernsehserie, 2 Folgen)
- 1979: Hé, kijk mij nou (Fernsehserie, 5 Folgen)
- 1980: Achtung Zoll! (Fernsehserie, 10 Folgen)
- 1981: Come-Back
- 1983: Een scheve schaats (Fernsehfilm)
- 1983: Fahrstuhl des Grauens (De Lift)
- 1986: Plafond over de vloer (Fernsehserie, 1 Folge)
- 1990–1993: We zijn weer thuis (Fernsehserie, 2 Folgen)
- 1991: 12 steden, 13 ongelukken (Fernsehserie, 1 Folge)
- 1993: Vrouwenvleugel (Fernsehserie, 1 Folge)
- 1993–1994: Medisch Centrum West (Fernsehserie, 4 Folgen)
- 1994: Goede tijden, slechte tijden (Fernsehserie, 2 Folgen)
- 2005: Meiden van de Wit (Fernsehserie, 2 Folgen)
- 2005: Kinderen geen bezwaar (Fernsehserie, 1 Folge)
- 2005: Grijpstra & de Gier (Fernsehserie, 1 Folge)
- 2015: UrWald